# 奧爾巴尼市政廳
奧爾巴尼市政廳（Albany City Hall）是美國紐約州城市奧爾巴尼的市政廳建築，也是奧爾巴尼市議會的辦公地點。該建築屬於羅馬復興式建築，竣工於1883年，尖塔高202-英尺（62-）。1972年，奧爾巴尼市政廳被列入國家史跡名錄。

## 外部連結
- （页面存档备份，存于）
- Albany City Hall, hosted by the government of the City of Albany
- Historic American Building Survey entry （页面存档备份，存于） from 1981, hosted by the Library of Congress